# Digitalni tisk
Digitalni tisk je tehnika tiska, pri kateri stroje za tiskanje krmili računalnik. Ob tem je tudi priprava za tisk praktično zanemarljiva, saj se motiv odtisne podobno kot na domačem tiskalniku.
Prednost digitalnega tiska pred navadnim tiskom je predvsem v nižjih stroških ter v tem, da ni pomembno, koliko izvodov določene tiskovine se naroča. Pri klasičnem tisku je začetna cena visoka, saj je potrebno pripraviti film za tisk, nato pa z vse večjim številom izvodov cena pada. Prav zaradi tega se digitalni tisk pogosto uporablja pri tiskanju manjših naklad ali serij, pri katerih se posamezni izvodi razlikujejo v kakšni podrobnosti (npr. serijski številki).
Pri digitalnem tisku se tiska na laserskih produkcijskih tiskalnikih resolucije do 2400 x 2400 dpi, ink-jet tiskalnikih ki uporabljajo vodna, solventna ali eko solventna črnila ali termo-tiskalnikih.
Tiskarne lahko ponudijo različne tehnologije in kakovosti digitalnega tiska, najpogosteje za majhne naklade ali testne izpise.